# Föreläggande
Ett föreläggande är ett beslut av en domstol eller en myndighet som ofta innebär att den som beslutet gäller ska göra något. Föreläggandet kan också innebära att den som beslutet gäller ska låta bli att göra något. Ett föreläggande kan förenas med vite, vilket betyder att den som inte följer föreläggandet kan tvingas betala en summa pengar. En annan möjlig följd av att inte följa ett föreläggande kan vara att en ansökan avvisas eller att myndigheten fattar ett beslut som är negativt för den som föreläggandet gäller.